# Dziobakowe Skały

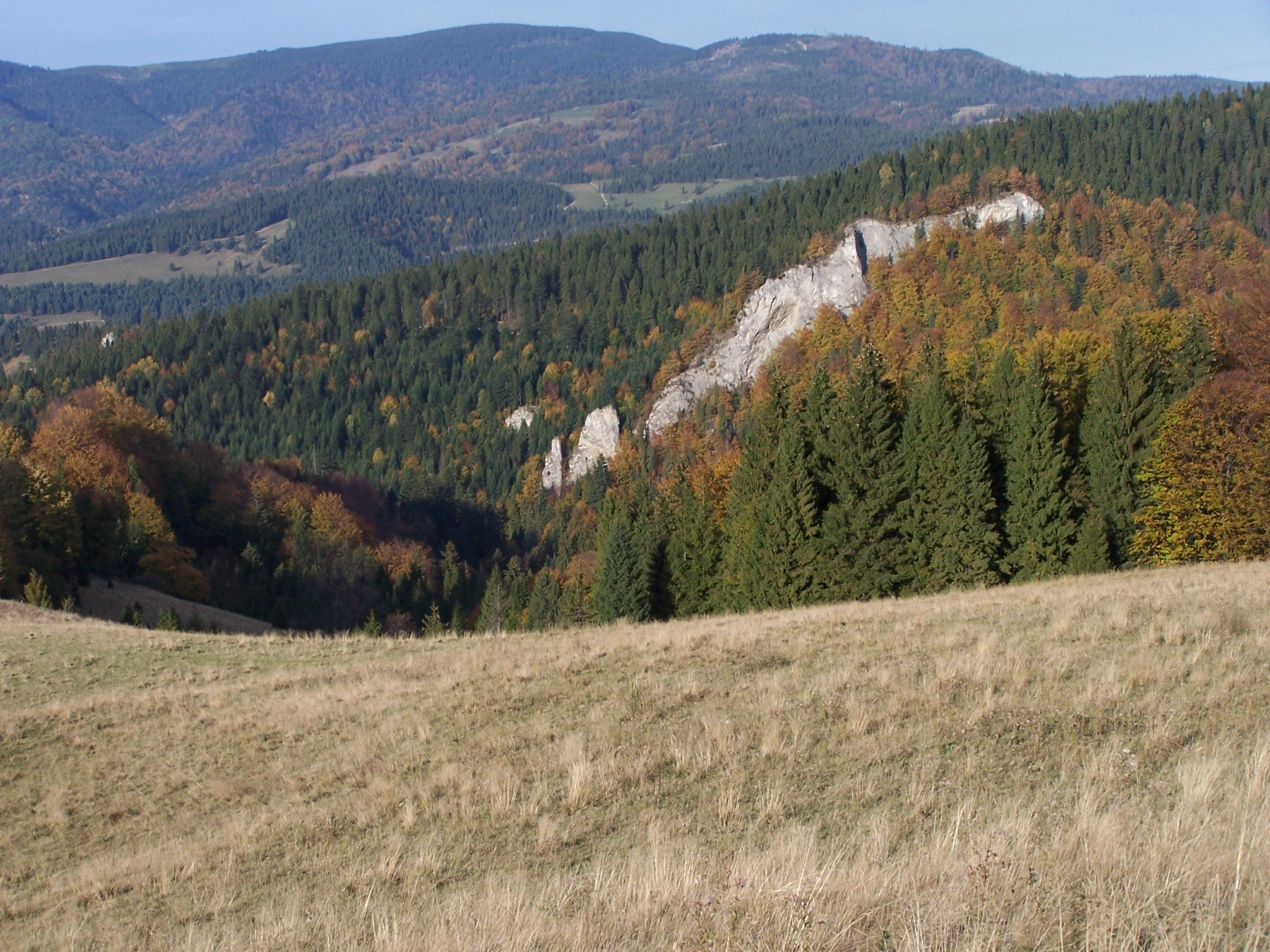
Bosiłskie Ubocze i Dziobakowe Skały. U góry Beskid Sądecki

Dziobakowe Skały – wapienne turnie wznoszące się na zachodnich zboczach Góry Repowej w Małych Pieninach. Znajdują się w lesie, po wschodniej stronie płynącego dnem doliny Skalskiego Potoku. Po zachodniej jego stronie, powyżej Dziobakowych Skał las kończy się i znajduje się polana Bosiłskie Ubocze, z której doskonale widać te skały. Poniżej nich znajduje się rezerwat przyrody Zaskalskie-Bodnarówka.
Dziobakowe Skały należały do nieistniejącej już wsi Biała Woda, obecnie znajdują się w granicach wsi Jaworki w województwie małopolskim, w powiecie nowotarskim, w gminie Szczawnica.